# Trombon
| I denna artikel     |
| används tonnamnen   |
| Bess (B♭) och B.    |
| Se olika skrivsätt. |

Trombon eller dragbasun är ett bleckblåsinstrument med cylindriskt tonrör och dragbygel, ibland kombinerat med en eller två extra ventiler. Ordet trombone är italienska och betyder stor trumpet. Det svenska ordet trombon innefattar inte ventilbasun (engelska valve trombone), utan endast dragbasun (engelska slide trombone).

## Historik
Det fanns för länge sedan[när?] fanfartrumpeter, som var långa och raka. En sådan trumpet kallade man i det medeltida Frankrike för buisine (från detta ord härstammar basun såväl som det tyska ordet för trombon, Posaune). Ordet buisine härrör i sin tur från latinets buccina ('lur', 'horn'), som först användes av romerska herdar, senare av den romerska militären. Buccina var ursprungligen tillverkat av djurhorn, senare mässing och andra metaller.
På 1300-talet lärde man sig att det gick bra att böja buisinens metallrör, så att den blev mindre utrymmeskrävande. Så småningom kom man också på att om man gjorde den så att det gick att förlänga och förkorta den, kunde man spela fler toner. Detta resulterade i dragtrumpeten, ett slags s-format instrument, där den utdragbara delen bara satt ihop med den andra delen på ett enda ställe.
Om man istället förlänger den utdragbara delen på två ställen samtidigt, blir konstruktionen dubbelt så effektiv. Den tanken var det någon i södra Europa som tänkte ganska tidigt. I spanska skrifter från 1300-talet nämns ett instrument, kallat sacabouche (sacar = dra och bucha = rör). I Frankrike uppträder ungefär samma benämning på ett instrument cirka hundra år senare, saqueboute (saquer = dra; bouter = skjuta).
När instrumentet kom till England fick det namnet sackbut. På 1500-talet utvecklades en basunfamilj med basuner i olika storlekar och stämlägen. De vanligaste kom att bli diskant stämd i Bess, alt i F, tenor i Bess och bas i F eller Ess. På 1600-talet förekom även kontrabasbasun i Bess. Denna instrumentfamilj användes gärna som förstärkning av körsång (oftast med sinka istället för diskantbasun), eller som en instrumentgrupp tillsammans med andra instrumentgrupper. 
Under 1600- och 1700-talen sjönk basunens popularitet. Den användes då och då i stadspiparensembler och som körförstärkning i opera- och kyrkomusik. På 1800-talet återupptäckte man det vackra instrumentet och började använda det även i symfoniorkestrar, i kombinationen altbasun i Ess, tenor i Bess och bas i Ess. 
Under 1800-talet hände det en del med basunens fysik. Den fick vidgad mensur, större och mer utsvängt klockstycke och med skålformat munstycke. 1839 fick basunen sin första kvartsventil, detta i Tyskland. Kvartsventilen innebär att man med hjälp av en ventil, som vanligtvis sköts med tummen, styr luften in genom ett extra rör, som sitter fäst på trombonen. Det gör att trombonens stämning sänks en ren kvart, vilket ger tillgång till fler toner och enklare draglägen. Detta visade sig vara en lyckad idé, som spred sig snabbt. Basuner försedda med denna tillsats kallades tenorbasbasuner. Mindre lyckad var Adolphe Sax idé om en teknisk fulländning av basunen. Han konstruerade en basun, med sex ventiler och lika många klockstycken, vilket inte blev särskilt praktiskt.

1. stämbygel, 2. munstycke, 3. klockstycke, 4. vattenklaff, 5. ytterdrag

I mitten av seklet började en så kallad tersbasun tillverkas, stämd en liten ters lägre än tenorbasunen (d.v.s. i G). Den används fortfarande i England i brassbandssammanhang. Framåt slutet av 1800-talet var den vanliga orkesterbasunkombinationen två tenorbasuner och en basbasun.
Basunen användes även i militärorkestrar, då även ventilbasunen (som tillverkades för första gången kring 1830, men aldrig kom att låta likadant som varianten med drag och därför inte kunde ersätta dragbasunen), och i blåsorkestrar och då det blev populärt att spela jazzmusik, i början av 1900-talet, användes den också i sådana sammanhang.

## Draget
Draget gör trombonen till ett unikt instrument. Istället för ventiler som andra bleckblåsinstrument används draget för att ändra tonhöjden. Draget är steglöst, på samma sätt som en sångröst, ett stråkinstrument, en bandlös elbas eller en steel guitar saknar fasta lägen. Draget gör trombonen till ett utmärkt instrument för glissando (att ”glida mellan tonerna”), det är bara att flytta på draget medan man spelar. Glissando används flitigt bland trombonister, särskilt i dixielandjazz.
Längs med draget kan man identifiera i sju lägen (positioner), som ger sju kromatiska halvtonssteg. Helt inskjutet drag är dragläge 1 (grundläge), sedan följer lägena 2–7 med en halvtons avstånd nedåt. Lägena motsvarar de sju lägen man i praktiken kan åstadkomma med ett ventilinstruments tre ventiler. Ventilerna på treventiliga brassinstrument kan kombineras på åtta olika sätt, men för det mesta motsvarar den tredje ventilen samma sänkning som ventilerna ett och två tillsammans.
Det finns inga exakta positioner för dragets lägen. Avståndet mellan dem skiljer något mellan olika tromboner, dessutom växlar det i olika spelstilar och tekniker, och beror av vilken ton man väljer i naturtonsserien med läpparna. Lägena beror dessutom av om man spelar med liksvävande temperering av skalan (vilket krävs om man spelar tillsammans med instrument med fasta lägen), eller om man spelar med rena intervall.

## Register
Draget är inte det enda sättet att byta ton på. Precis som andra bleckblåsinstrument kan man välja ton i naturtonsserien för varje läge genom att ändra mängden luft och hur hårt läpparna är spända, och således hur snabbt de vibrerar. Det gör att det egentligen inte finns någon gräns för hur stort registret kan bli, det varierar mellan olika trombonister och beror främst på skicklighet. När man minskar luftflödet blir tonen lägre och när man ökar luftflödet blir tonen högre.
Naturtonsserien hos bleckblåsinstrument bestäms av lagarna om resonans. I själva verket är det när läpparnas vibrationer uppnår resonans i den aktuella rörlängden som en klar ton framträder.

### Exempel
Lilla f på dragläge 1 är ofta den första ton man lär sig. Om man ökar luftflödet lite därifrån kommer man alltid till bess, toner däremellan måste draget användas till. Om man ökar flödet därifrån kommer man automatiskt till d¹. Om man minskar luftflödet från f kommer man till Bess.

## Stämning
Trombonen är vanligen stämd i Bess, Ess eller F, i bemärkelsen att den lägsta möjliga tonen i grundläget (när draget är innerst) är ett Bess, Ess eller F. Emellertid skrivs noter vanligen med basklav eller tenorklav i klingande stämning (utan transponering), d.v.s. som om det vore ett C-instrument. Vid mässingmusik skrivs dock noter ibland med transponering i diskantklav.

## Berlioz om trombonen
Hector Berlioz:
| ” | Enligt min åsikt är trombonen, som jag döpt till den ’episka’, blåsinstrumentfamiljens sanna överhuvud. Den besitter i allra högsta grad ädelhet och storslagenhet; den har alla de allvarliga och kraftfulla toner som finns i sublim musikpoesi, från religiositet, lugna och imponerande accenter till vilda, hämningslösa utbrott. Styrda av en mästares vilja, kan trombonerna sjunga som en kör av präster, hota, ge ifrån sig dystra suckar, en sorgsen klagosång, eller en klar lovsång; de kan brista ut i respektingivande rop och väcka de döda eller döma de levande med sina fruktansvärda röster. | „ |

## Trombonister
- Joseph Alessi
- Måns Andersson
- Chris Barber
- Håkan Björkman
- Viktor Brobacke
- Bob Brookmeyer
- Gunhild Carling
- Lawrence Brown

- Gunnar Börjesson (alias Bob Henders)
- Tommy Dorsey
- Al Grey
- Mimmi Hammar
- Klas Jervfors
- Ulf Johansson Werre
- J.J. Johnson
- Nils Landgren
- George Lewis
- Christian Lindberg
- Glenn Miller
- Miff Mole
- Kid Ory
- Åke Persson
- Jack Teagarden
- Eje Thelin
- Juan Tizol
- Fred Wesley
- Johan Wiklund
- Bruce Fowler

## Kända personer som spelar trombon
- Peter Boivie (från Viba Femba)
- Janne Loffe Carlsson
- Hasse Ericson (f.d. ordförande i Transportarbetarförbundet)
- Carl Johan de Geer